# Выгостров
Вы́гостров (фин. Uiunsaari, карел. Uikunšuari, рус. Выгостровская, рус. Запудас) — деревня в Беломорском районе Республики Карелия. Входит в состав Беломорского городского поселения.

## Общие сведения
Расположена на дюнах в дельте реки Выг, на том же острове что и центр Беломорска, на расстоянии 7 км от него.
Через Выгостров проходит Беломорско-Балтийский канал.
В северной части деревни находится большое кладбище, на котором захоронены строители канала.

## Население
| 2002 | 2009 | 2010 | 2013 |
| ---- | ---- | ---- | ---- |
| 123  | ↘99  | ↘64  | ↘29  |

## История
До 1920-х годов входила в состав Сорокской волости. Позднее вошла в состав Выгостровского сельсовета Сорокского района. Выгостровской сельсовет состоял из трёх деревень: Выгостров (центр), Матигора и Сосновец. На 1926 год население сельсовета насчитывало 668 человек, из которых 525 человек проживало в Выгострове. Население в основном состояло из русских — 620 человек, остальные карелы — 48 человек, причём 36 из них проживало в Выгострове. Позже сельсовет был упразднён, Выгостров и Матигора перешли под управление Беломорской администрации, а Сосновец стал центром нового сельсовета.
Иванов день праздновали в деревне по домам 7 июля.
В деревне была часовня «Церквушка Варвара», находилась на острове, была затоплена.
5 февраля 1932 года постановлением Карельского ЦИК в Выгострове была закрыта церковь.
В деревне родились Герой Социалистического Труда Иван Михайлович Белый, полный кавалер ордена Славы Василий Тимофеевич Матросов, сказительница Фёкла Ивановна Быкова.

## Улицы
- ул. Андреева
- ул. Выгостровская
- ул. Набережная
- пер. Речной
- ул. Рыбацкая
- пер. Рыбацкий